# Боловань
Боловань, Боловані (рум. Bolovani) — село у повіті Димбовіца в Румунії. Входить до складу комуни Корнецелу.
Село розташоване на відстані 48 км на північний захід від Бухареста, 26 км на південний схід від Тирговіште, 103 км на південь від Брашова.

## Населення
За даними перепису населення 2002 року у селі проживали 828 осіб, усі — румуни. Усі жителі села рідною мовою назвали румунську.